# Play A Love Song
「Play A Love Song」(プレイ・ア・ラヴ・ソング)は、日本のシンガーソングライター宇多田ヒカルの楽曲。9作目の配信限定シングルおよびエピックレコードジャパン移籍第4弾として2018年4月25日に発売された。楽曲は、宇多田自身が出演するサントリー 南アルプススパークリング「SWITCH & SPARKLING」のCMソングに使われている。

## 背景と制作
2018年4月19日午前4時、宇多田ヒカルの新曲「Play A Love Song」が4月25日にリリースされることが発表となった。YouTubeのサントリー公式チャンネルでは、CM本編映像やメイキング、宇多田ヒカルのインタビュー映像も公開された。ラジオでのオンエアは、リリース前日の4月24日からスタート。4月19日には、翌日20日発売の雑誌「SWITCH」5月号に宇多田ヒカルの特集「WHERE IS YOUR SWITCH?」が掲載されることが明らかになった。
「Play A Love Song」は、宇多田自身が出演するサントリー 南アルプススパークリング「SWITCH & SPARKLING」のCMソングに使われている。宇多田は2016年に「道」、2017年に「大空で抱きしめて」で「サントリー天然水」のTVCMとコラボレーションしており、今回の新CMにも同シリーズの監督や撮影スタッフらが参加している。歌詞の一節「長い冬が終わる瞬間」は、3日間にかけて行われたCM撮影の最中に浮かんだという。当初はメロディーをハミングする演出が予定されていたという歌唱シーンの部分だったが、撮影の最終日終盤に宇多田から「昨晩歌詞が一部出来たので、その部分だけもう一度撮影させてほしい」と突然のリクエストが入ったとのこと。これについて宇多田は、「極寒の地での撮影現場だったからこそ、その先の長い冬が終わる瞬間に思いを馳せられました。」とコメントした。なお、同曲は、2019年5月7日から全国でオンエアがスタートした宇多田出演の「サントリー 天然水スパークリングレモン」新TV-CMでも使用された。
レコーディングでは、エンジニアのスティーヴ・フィッツモーリス (Steve Fitzmaurice) が、サム・スミスの作品にも参加しているゴスペル隊を
セッティングした。他にも、パーカッションのクリス・デイヴ (Chris Dave) やベースのジョディ・ミリナー (Jodi Milliner) など、アルバム『初恋』でおなじみのメンバーが参加している。宇多田のボーカルのレコーディングは、小森雅仁が担当した。

## 音楽性と歌詞
四つ打ちのビートと、ピアノが主導するアップリフティングな旋律が特徴的な楽曲。音楽ジャーナリストの宇野維正は、「大所帯（8人）の女性コーラス隊によるバックボーカルが、コーラスのパートだけでなく、ヴァースの合間にも、まるで宇多田ヒカルのボーカルと掛け合いを繰り広げるように頻繁に入ってくる」点について、「ゴスペルにおける聖歌隊の役割を倣ったもの」だと指摘している。なお、コーラスを宇多田以外が担当したのは、ケルトコーラスを用いた「Goodbye Happiness」(2010)以来で宇多田ヒカル名義では2曲目である。音楽ジャーナリストの高橋芳朗はこの曲について、「終盤にゴスペルのコーラスも入ってくる高揚感のあるダンスミュージックなんですけど享楽的な感じはまったくなくて、むしろ凛とした透明感が魅力になってる」と指摘。また、ノルウェー出身の音楽プロデューサー/DJでトロピカルハウスの第一人者であるカイゴの「Carry Me feat. Julia Michaels」と共通するところがあると語った。
インタビューでは、ライターの内田正樹の「『Fantôme』以前のポップさが思い出される」という指摘に対し宇多田は「久々に言葉の響きや語呂遊びで"遊べた"気がする」と語った。また、昔から好きだったという白州正子のエッセー『名人は危うきに学ぶ』で"遊び"という言葉が"余裕"という意味で使われていたということを挙げ、「今の自分の作風や気持ちがそれに近い」と述べており、「今回は着物の帯をちょっと緩めて、息を深く吸うような感じで詞曲に臨む出来た」という。

## リリースとプロモーション
4月25日、「Play A Love Song」がリリースされ、iTunes Store、mora、レコチョクで音源の配信が開始した。配信限定シングルとしては「あなた」より約4ヶ月振りとなる。6月30日には、NHKの『SONGSスペシャル 宇多田ヒカル』に出演。番組の中で同曲も披露した。また、同年4月20日発売の雑誌「SWITCH」5月号に宇多田ヒカルの特集「WHERE IS YOUR SWITCH?」が掲載され、デビュー20周年を迎える宇多田のロングインタビューが撮り下ろしのフォトストーリーと共に紹介されたほか、宇多田自身が影響を受けたあらゆる物事について語る「宇多田ヒカルをSWITCHしたもの」や、KOHHや高畑充希ら10人の表現者によるコメント集「宇多田ヒカルがSWITCHしたもの」などに加え、巻末には写真家・森山大道が撮影した当時19歳の宇多田の未発表写真も収められた。

### ライブでの披露
宇多田ヒカルの12年ぶりの国内ツアー「Hikaru Utada Laughter in the Dark Tour 2018」の17曲目、「初恋」の直後に披露された。アンコール前最後の歌唱。楽器チームの方では、一般的には録音されたトラックを再生しながらそこに生音を重ねるという手法が用いられるが、同楽曲や他のいくつかの楽曲でははドラムでトリガーセットが用いられた。これによって、演奏のグルーヴ自体は人力だが音色はCDとまったく同じ音での演奏が可能となった。

## チャート成績
「Play A Love Song」は、初動3日間で3.5万DLを売上げ、5月7日付の「オリコン週間デジタルシングルランキング」で1位を獲得した。また、同週の「Billboard Japan Download Songs」でも1位を獲得したほか、「Billboard Japan Hot 100」では初登場4位にランクインした。2018年の年間成績では、「オリコン年間デジタルシングルランキング」で35位、「Billboard Japan Download Songs Yea-end 2018」で41位をマーク。宇多田ヒカルのシングルでは、「あなた」と「初恋」に次ぐ結果となった。「Play A Love Song」は、2018年7月に日本レコード協会によってゴールド認定(10万DL)され、これで復帰後の宇多田ヒカルの楽曲で8作目のゴールド認定作品となった。
| チャート (2018)                | 最高 順位    | 出典         |
| 週間チャート                   | 週間チャート | 週間チャート |
| ------------------------------ | ------------ | ------------ |
| Billboard Japan Hot 100        | 4            | [ 2 ]        |
| Billboard Japan Download Songs | 1            | [ 2 ]        |
| オリコン週間デジタル           | 1            | [ 14 ]       |
| 年間チャート                   |              |              |
| Billboard Japan Download Songs | 41           | [ 4 ]        |
| オリコン年間デジタルランキング | 35           | [ 3 ]        |

| 国/地域     | 認定     | ダウンロード数 |
| ----------- | -------- | -------------- |
| 日本 (RIAJ) | ゴールド | 113,700        |

## 収録曲
作詞・作曲・プロデュース：宇多田ヒカル
1. Play A Love Song

## クレジット
- 宇多田ヒカル：Vocal・Programming
- Steve Fitzmaurice：Recording・Additional Drum Programming
- 小森雅仁：Vocal Recording
- Chris Dave：Percussion・Drum
- Jodi Milliner：Synth Bass・Additional Pads
- Lawrence Johnson：Choir Director
- The Lj Singers：Choir
  - Tharna Johnson
  - Charmain Elliot
  - Robynn Bailey-Reid
  - Patricia Scott
  - Carol Riley
  - Neresa Maye
  - Priscilla Danso
  - Jessica Mae Obioha
- Daren Heelis：Additonal Engineering・Additional Drum Programming